# Saurauia fasciculata
Saurauia fasciculata är en tvåhjärtbladig växtart som beskrevs av Nathaniel Wallich. Saurauia fasciculata ingår i släktet Saurauia och familjen Actinidiaceae. Inga underarter finns listade i Catalogue of Life.